# هراچیک جاواخیان
هراچیک آشوتی جاواخیان (ارمنی: Հրաչիկ Աշոտի Ջավախյան، زاده ۶ ژوئیه ۱۹۸۴ در لنیناکان، ارمنستان شوروی (گیومری فعلی، ارمنستان)) بوکسور اهل ارمنستان است. وی ورزش بوکس را در سن ۱۴ سالگی تحت مربیگری «گوورگ میساکیان» آغاز نمود. هراچیک جاواخیان از سال ۲۰۰۵ میلادی به عضویت تیم ملی بوکس ارمنستان درآمد. وی دو مرتبه موفق به کسب مدال در مسابقات قهرمانی بوکس آماتوری اروپا شده است. در سال ۲۰۰۶ در پلوودیو نشان نقره و در سال ۲۰۱۰ در مسکو نشان طلا را کسب نمود. جاواخیان موفق به کسب نشان برنز در بازی‌های المپیک تابستانی ۲۰۰۸ پکن شد. وی نخستین مدال‌آور جمهوری ارمنستان در رشته بوکس پس از استقلال این کشور از اتحاد شوروی محسوب می‌شود.